# 北海道の市町村一覧
北海道の市町村一覧（ほっかいどうのしちょうそんいちらん）は、35市129町15村を記したものである。

## 市

### 石狩振興局
- 石狩市
- 恵庭市
- 江別市
- 北広島市
- 札幌市（道庁所在地（政令指定都市））
- 千歳市

### 上川総合振興局
- 旭川市（中核市）
- 士別市
- 名寄市
- 富良野市

### 渡島総合振興局
- 函館市（中核市）
- 北斗市

### 胆振総合振興局
- 伊達市
- 苫小牧市
- 登別市
- 室蘭市

### 十勝総合振興局
- 帯広市

### 釧路総合振興局
- 釧路市

### 後志総合振興局
- 小樽市

### オホーツク総合振興局
- 網走市
- 北見市
- 紋別市

### 空知総合振興局
- 赤平市
- 芦別市
- 岩見沢市
- 歌志内市
- 砂川市
- 滝川市
- 美唄市
- 深川市
- 三笠市
- 夕張市

### 宗谷総合振興局
- 稚内市

### 根室振興局
- 根室市

### 留萌振興局
- 留萌市

### 檜山振興局
- なし

### 日高振興局
- なし

## 町

### 石狩振興局
- 当別町

### 上川総合振興局
- 愛別町
- 上川町
- 上富良野町
- 剣淵町
- 下川町
- 鷹栖町
- 当麻町
- 中川町
- 中富良野町
- 美瑛町
- 東神楽町
- 東川町
- 比布町
- 美深町
- 幌加内町
- 南富良野町
- 和寒町

### 渡島総合振興局
- 長万部町
- 木古内町
- 鹿部町
- 知内町
- 七飯町
- 福島町
- 松前町
- 森町
- 八雲町

### 胆振総合振興局
- 厚真町
- 安平町
- 白老町
- 壮瞥町
- 洞爺湖町
- 豊浦町
- むかわ町

### 十勝総合振興局
- 足寄町
- 池田町
- 浦幌町
- 音更町
- 上士幌町
- 鹿追町
- 士幌町
- 清水町
- 新得町
- 大樹町
- 豊頃町
- 広尾町
- 本別町
- 幕別町
- 芽室町
- 陸別町

### 釧路総合振興局
- 厚岸町
- 釧路町
- 標茶町
- 白糠町
- 弟子屈町
- 浜中町

### 後志総合振興局
- 岩内町
- 喜茂別町
- 京極町
- 共和町
- 倶知安町
- 黒松内町
- 積丹町
- 寿都町
- 仁木町
- ニセコ町
- 古平町
- 余市町
- 蘭越町

### オホーツク総合振興局
- 遠軽町
- 雄武町
- 大空町
- 置戸町
- 興部町
- 清里町
- 訓子府町
- 小清水町
- 佐呂間町
- 斜里町
- 滝上町
- 津別町
- 美幌町
- 湧別町

### 空知総合振興局
- 浦臼町
- 雨竜町
- 上砂川町
- 栗山町
- 新十津川町
- 秩父別町
- 月形町
- 奈井江町
- 長沼町
- 南幌町
- 沼田町
- 北竜町
- 妹背牛町
- 由仁町

### 宗谷総合振興局
- 枝幸町
- 豊富町
- 中頓別町
- 浜頓別町
- 幌延町
- 利尻町
- 利尻富士町
- 礼文町

### 根室振興局
- 標津町
- 中標津町
- 別海町
- 羅臼町

### 留萌振興局
- 遠別町
- 小平町
- 天塩町
- 苫前町
- 羽幌町
- 増毛町

### 檜山振興局
- 厚沢部町
- 今金町
- 江差町
- 奥尻町
- 乙部町
- 上ノ国町
- せたな町

### 日高振興局
- 浦河町
- えりも町
- 様似町
- 新ひだか町
- 新冠町
- 日高町
- 平取町

## 村

### 石狩振興局
- 新篠津村

### 上川総合振興局
- 音威子府村
- 占冠村

### 渡島総合振興局
- なし

### 胆振総合振興局
- なし

### 十勝総合振興局
- 更別村
- 中札内村

### 釧路総合振興局
- 鶴居村

### 後志総合振興局
- 赤井川村
- 神恵内村
- 島牧村
- 泊村
- 真狩村
- 留寿都村

### オホーツク総合振興局
- 西興部村

### 空知総合振興局
- なし

### 宗谷総合振興局
- 猿払村

### 根室振興局
- なし

### 留萌振興局
- 初山別村

### 檜山振興局
- なし

### 日高振興局
- なし